# Nécessitarisme
Le nécessitarisme est une théorie philosophique affirmant que tous les événements et toutes les actions sont déterminés par des causes nécessaires. Selon cette approche, chaque événement est la conséquence inévitable de conditions antérieures, il n'y a pas de place pour le libre arbitre ou la contingence.

## Origines et développement
Les origines du nécessitarisme remontent à l'Antiquité, avec des penseurs atomistes tels que Démocrite et Épicure, qui soutiennent que tous les événements dans l'univers sont causalement déterminés par la collision d'atomes dans le vide. Cependant, le nécessitarisme connaît une reviviscence grâce aux développements de la philosophie moderne.
À l'âge classique, toute une discussion s'établit autour de la compatibilité entre la liberté et la nécessité, naturelle (déterminisme causal ou loi naturelle) ou divine (Providence). Ces débats étaient proches de ceux, théologiques, qui concernaient les rôles respectifs de la grâce et du libre-arbitre (opposant en particulier les jansénistes, tel Pascal, défendant une conception de la grâce efficace, aux jésuites, défendant une conception de la grâce suffisante).
Différentes solutions ont été adoptées par chaque auteur : Descartes conserve ainsi le libre arbitre de la volonté humaine, mais affirme que l'homme conserve toujours une liberté d'indifférence, dite « positive »  (à distinguer de la liberté d'indifférence en tant que « plus bas degré de la liberté », telle que décrite dans la IVe Méditations métaphysiques), qui permet à sa volonté de refuser de suivre ce que l'entendement lui présente comme bon et bien: l'entendement « incline [de manière infaillible] sans nécessiter », formule reprise par Leibniz.
Spinoza, au contraire, refuse le libre-arbitre, et conçoit la liberté non pas comme « libre décret », mais comme « libre nécessité » (lettre à Schuller).

## Nécessitarisme et déterminisme
Nécessitarisme et déterminisme sont deux termes souvent interchangeables et confondus l'un avec l'autre.
Si les deux concepts soutiennent que tous les faits et événements sont déterminés par des causes antérieures, le déterminisme met l'accent sur l'autorité du rapport de causalité, tandis que le nécessitarisme est une position plus spécifique : il affirme que tous les événements sont nécessaires et inévitables. Selon cette perspective, les événements se produisent de manière inéluctable et ne peuvent pas se dérouler différemment compte tenu des conditions initiales et des lois qui les régissent.
Le nécessitarisme s'applique notamment au déterminisme psychologique et réfute par conséquent l'existence du libre arbitre ; tandis que le déterminisme est souvent réservé à la physique classique et réduit le hasard à une simple inconnue. Ces deux concepts partagent une affirmation commune selon laquelle la causalité est inévitable. Cependant, ils diffèrent suffisamment dans leur objet d'étude pour nécessiter des méthodes d'investigation distinctes et aboutir à des solutions indépendantes.

## Débats et critiques
Le nécessitarisme suscite de nombreux débats et controverses dans le domaine de la philosophie. L'un des principaux points de désaccord est la question du libre arbitre. Les défenseurs du nécessitarisme soutiennent que le libre arbitre est une illusion et que toute action humaine est déterminée par des causes antérieures. Les opposants, en revanche, affirment que le libre arbitre est une caractéristique essentielle de l'expérience humaine qui ne peut pas être pris en compte par un déterminisme radical.
Certains philosophes ont également remis en question les fondements scientifiques du nécessitarisme. Ils soulignent que la physique quantique, par exemple, met en évidence l'existence d'un certain degré d'incertitude et d'imprévisibilité dans les événements physiques. Ces éléments remettent en cause l'idée d'une causalité déterministe stricte.

« Il est clair que le dualisme onde-corpuscule et l'incertitude essentielle qu'il implique nous obligent à abandonner tout espoir de conserver une théorie déterministe. La loi de causalité... n'est plus valable, du moins plus au sens de la physique classique. Quant à la question de savoir s'il existe encore une loi de causalité dans la nouvelle théorie, deux points de vue sont possibles. Soit on persiste à envisager les phénomènes à l'aide des images d'onde et corpuscule, alors la loi de causalité n'est certainement plus valable... La loi de causalité est donc sans contenu physique ; la nature des choses impose que la physique soit indéterministe. »

— Max Born